# Блюдо (посуда)

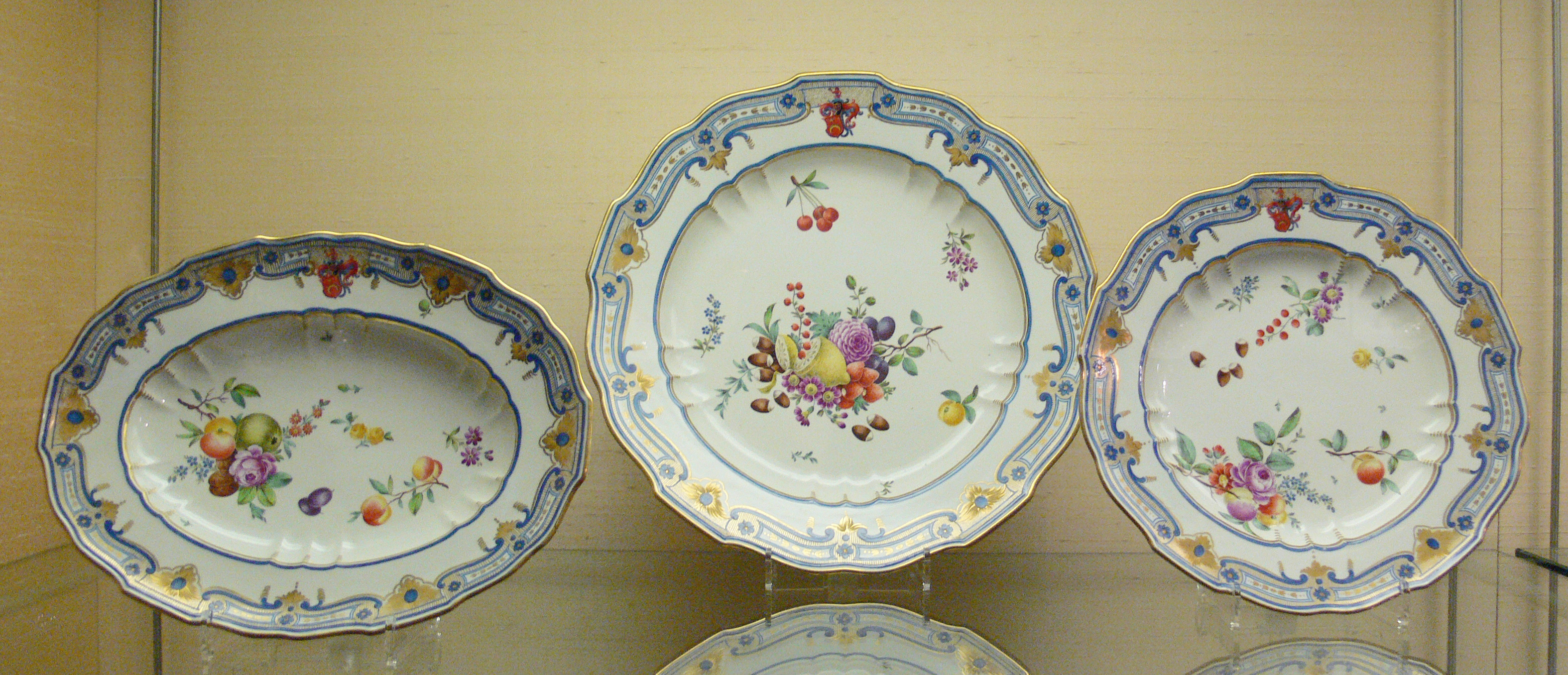
Блюда различных форм и размеров

Блю́до — плоское керамическое изделие, преимущественно круглой или овальной формы, с приподнятыми или развернутыми краями, предназначенное для сервировки стола.
В зависимости от размеров блюдо может представлять собой большую плоскую чашу, либо являться родом большой тарелки, круглой или продолговатой, и иногда иметь крышку, отсюда, маленькая тарелка — блюдце — небольшое столовое блюдо, являющееся подставкой для чашки, бокала; и блюдечко — означает обыкновенно чайное.
Блюда могут выпускаться отдельными изделиями, а также входить в состав наборов и комплектов посуды.